# Michael Bradley (rugby à XV, 1897)
Pour les articles homonymes, voir Michael Bradley et Bradley.
Pas d'image ? Cliquez ici

b Matchs officiels uniquement.
Michael James Bradley, né le 16 octobre 1897 à Cork et mort le 14 juillet 1951, est un joueur de rugby à XV qui joue avec l'équipe d'Irlande de 1920 à 1927 évoluant au poste de pilier.

## Biographie
Michael Bradley obtient sa première cape internationale à l’occasion d’un test match le 13 mars 1920 contre l'équipe du pays de Galles. Son dernier test match fut contre l'équipe du pays de Galles le 12 mars 1927. Michael Bradley a remporté le Tournoi des Cinq Nations de 1926 et celui de 1927.

## Palmarès
- Vainqueur du Tournoi des Cinq Nations en 1926 et 1927

## Statistiques en équipe nationale
- 19 sélections
- Sélections par année : 2 en 1920, 4 en 1922, 4 en 1923, 3 en 1925, 4 en 1926, 2 en 1927
- Tournois des Cinq Nations disputés : 1920, 1922, 1923, 1925, 1926, 1927